# Picot gris occidental
El picot gris occidental (Dendropicos goertae) és una espècie d'ocell de la família dels pícids (Picidae) que habita boscos i sabanes des del sud de Mauritània, Senegal, Gàmbia, sud de Mali, Burkina Faso, Guinea Bissau, Guinea, Sierra Leone, Libèria, Costa d'Ivori, Ghana, Togo, Benín, Nigèria, sud de Níger, Camerun, el Gabon, República del Congo, República Centreafricana, sud de Txad fins al centre i sud del Sudan, Etiòpia, Eritrea i cap al sud fins l'extrem nord-oest d'Angola, sud i nord-est de la República Democràtica del Congo, Ruanda, Burundi, Uganda, oest de Kenya i nord-oest i nord de Tanzània.